# 自動惑星ゴルバ
自動惑星ゴルバ（じどうわくせいゴルバ）は、テレビアニメ『宇宙戦艦ヤマト 新たなる旅立ち』に登場する架空の宇宙要塞。デザインは中村光毅、板橋克己の共同作業。
本項では、アニメ映画『ヤマトよ永遠に』に登場する同系列の兵器ゴルバ型浮遊要塞についても併せて解説する。
『宇宙戦艦ヤマト2199』から連なるリメイクアニメシリーズ『宇宙戦艦ヤマト2205 新たなる旅立ち』『ヤマトよ永遠に REBEL3199』においても設定を大幅に変えて登場する。

## 自動惑星ゴルバ
暗黒星団帝国のマゼラン方面軍総司令部を兼ねており、同軍総司令メルダーズが搭乗する。
形状は球と円筒に近い楕円球を結合させたこけし状であり、本体色は黒に近い濃緑である。
最上部にはメルダーズが指揮を執るための、広い司令部区画が存在する。この部分は戦闘時になると、本体からせり上がるようになっている。
頭部に相当する部分には、上部ミサイル砲や上部光線砲の発射口がある。普段は頭部に収納されているが、攻撃の際にはねじを回すように頭部を回転して露出させる。光線色は緑がかった黄色。
頸部には回転式の主砲8門があり、頸部を囲むように配置している。また、直掩のための戦闘ヘリを多数搭載している。
主砲の破壊力と圧倒的な数の通常兵装に加え、デスラー砲が効かないほどの防御力を持つ。防御の際には、せり出している司令部区画を下げ、上部ミサイル砲などの区画を収納する。
この防御力については、「ゴルバ本体の周囲に4次元フィールドと呼ばれる防御幕を発生させ、波動砲を無力化している」と説明されている。資料によっては、「特殊なコーティングが施されている」とも説明されている。どちらにしろ、装甲や材質による防御ではない。後述のゲーム版では、強固な偏光バリアによってあらゆるエネルギー弾を拡散防御しているように描写されている（ミサイルや魚雷といった実体弾攻撃は一応有効であるが、致命傷を与えるほどではない）。
唯一の弱点は開いているときの主砲口であり、そこに波動砲やデスラー砲を撃ち込むことが撃破する唯一の手段である。

### 構想・デザイン
『新たなる旅立ち』演出の田口勝彦が同作SF原案の豊田有恒より聞かされた初期設定では、地球の直径の1/6（約2000キロメートル）の大きさをした円型の要塞で、表面にハリネズミのように生えた無数の棘が引っ込んで艦隊の発進口や砲座が出現するという機構を備えていた。その後、「ヤマトとのスケール差が大きすぎて画にしづらい」ということで大きさを縮められたが、名称はそのまま使われたため、数百メートル程度の規模ながら「自動惑星」と称されることになった。
デザインに関しては、板橋のラフスケッチは、球体に円錐が生えた形で、円錐の周囲にリング状の構造物があるというものだった。中村のラフスケッチでは、比較的決定稿に近い形状をしており、せり上がる司令室や回転しながら出現する砲門などのギミックについても記述されている。最終的な決定稿は板橋が仕上げている。

### 劇中での登場
赤色巨星近傍での最終決戦にて、ヤマトとガミラス艦隊を追い越して立ちはだかる形で出現。
攻撃してきたガミラス艦隊を返り討ちにし、デスラー砲の直撃さえもまったく受けつけず、イスカンダルへ主砲の砲撃を加えるなど、絶望的なまでの戦力差を見せつける。デスラーが乗艦のデスラー戦闘空母を唯一の弱点である主砲口へ突貫させ、主砲口を閉じられなくしたうえで古代進に波動砲の発射を促すが、これを見かねたスターシャがイスカンダリウムの提供を申し出たため、ゴルバは戦闘を中止してイスカンダルへ降下していく。しかし、スターシャによってイスカンダルは自爆したため、その爆発に巻き込まれて消滅する。
なお、本編でカットされたシーンでは、赤色巨星に引き込まれそうなイスカンダルを、同じく引き込まれようとしている別の星を破壊し、その反動で救出すべく砲撃を加えている。本編でゴルバが現れた際、古代がメルダーズに言った「お前があの惑星を砲撃したのか？」というセリフは、このシーンの名残である。

### PSゲーム版
PS2版『宇宙戦艦ヤマト イスカンダルへの追憶』『宇宙戦艦ヤマト 暗黒星団帝国の逆襲』では、ウラリア式制圧自動惑星「ゴルバ」という名称で登場する。
宮武一貴により、頸部から下が細身の鋭角的な形状へ改訂されたため、こけしというよりはキノコに近い外形となっている。
頸部に装備された全周式の回転する主砲にはα砲という名称が与えられており、その威力は波動砲に匹敵するとされる。さらに、強力なエネルギー偏向バリヤーを装備しており、波動砲の一斉射撃も通用しないほど、防御力が極めて高い。ただし、ゴルバ自体はエネルギー弾攻撃に弱く、それを補う偏向バリヤーは実弾に対して効果が無いため、実弾に波動エネルギーを内包した波動カートリッジ弾が弱点となっている。
搭載機としては、無人大型戦闘艇テンタクルスという無人攻撃艇を搭載している。この攻撃艇は「艇」といってもその大きさは駆逐艦並みで、半円盤状の船体中央から長く延びる、ガトリング砲型の4連の大型砲が特徴となっている。船体は真上から見ると、イチョウのような形状をしている。無人であるため、高い機動性を持つ。ゲーム上での大型砲は、ヤマトら大型艦の大口径主砲と同性能となっている。

#### 劇中での登場（PSゲーム）
『イスカンダルへの追憶』では、ステージ11「プレアデスとの決戦」のエピローグムービーからステージ13「最後の戦い」にかけて登場。ストーリー上のラスボスに位置付けられている。スターシャの降伏まではアニメ版とほぼ同じ展開だが、その後はイスカンダル星を係留していたガミラスの人工マイクロブラックホールによって動きを封じ込められ、破損した主砲口への集中攻撃を受けて敗北する。
『暗黒星団帝国の逆襲』では、ステージ12「巨大な罠・ゴルバ再臨」において、下記のゴルバ型浮遊要塞に代わって登場する。本作でも最終ステージの敵であり、ラスボスに位置づけられている。7基をグロータスが率いてヤマトを包囲するが、波動カートリッジ弾の前に敗れる。

### リメイクアニメ版
『宇宙戦艦ヤマト2205 新たなる旅立ち』に登場。デザイン担当は明貴美加。
旧作とほぼ同様、デザリアムのマゼラン派遣軍総司令官メルダーズが搭乗する大型移動要塞となっており、デザインも旧作とほぼ同じだが、下部の部分に展開する機能が追加され、旧作で推進ノズルだったところは後述する「超大型重力場収束式ベータ砲」という設定になった。また、全長も旧作の720メートルから10キロメートルへ大幅に拡張された。
本作では重力操作機能を持つと設定されている。下部に展開式の「大型天体操作フィールド発生器」と「天体牽引/射出フィールド発生器」を備え、天体クラスの物体を慣性制御したり、周囲の任意の空間の重力を制御し、複数の重力傾斜を発生させる能力を有する。これにより、慣性制御した天体を発生させた重力傾斜で“自由落下”させることで移送する。天体をワープさせる能力も持つが、その場合はゴルバの主機関だけではエネルギーを賄いきれないため、外部ユニットとしてデザリアム・ハンマーを用い、別の天体を破壊して放出されたエネルギーを収集・集約する。
戦闘能力に関しては、大口径化した重核子ベータ砲8門を主砲とするほか、重核子ベータ砲、重核子アルファ砲などを防御兵装として多数装備している。さらに戦略兵器として、重力傾斜を応用した「超大型重力場収束式ベータ砲」を底部に備えている。これは重力傾斜を砲身兼加速装置として利用した巨大なエネルギー砲で、威力は波動砲に劣るが、連射が可能となっている。砲熕兵器以外では、重力操作による重力乱流効果を生じさせ、敵艦を翻弄することもある。
防御面では「位相変換装甲」という装甲を有している。これは装甲そのものの位相を変換し、逆相波によってエネルギー波を相殺するものである。戦闘艦も装備している装甲だが、ゴルバは強力な機関出力の恩恵により、波動砲の直撃すら無力化する強靭さを持つ。さらに、電磁波を相殺することで、その巨体を完全なステルス状態にすることも可能。ただし、波動砲クラスが相手の場合、直撃から相殺完了までには若干のタイムラグがあり、その間に次の攻撃を同じ箇所へ受けた場合は貫通されることもある。
次元潜航兵器への対策も充実しており、潜航中の物体を「キャプチャーフィールド」で捕獲し、ゴルバ内に取り込むことができる。取り込んだ敵は殲滅多脚戦車によって破壊される。

#### 劇中での登場（リメイクアニメ）
イスカンダル星を移送するため、大マゼラン銀河へ派遣されたデザリアム・マゼラン派遣軍の中核として登場。先んじてデザリアム・ハンマーでガミラス星を破壊すると、そのエネルギーでイスカンダル星をサレザー恒星系からボルゾン恒星系へワープさせる。
当初はステルス状態で潜伏していたが、デーダー艦隊が敗北した後には地球・ガミラス艦隊の前にその姿を現し、重力操作によって発生させた重力乱流で一発も撃たぬまま圧倒し、退去するよう勧告する。地球・ガミラス艦隊がガミラス難民とイスカンダル王族救出のために再度動き始めると、その作戦の要であった次元潜航艦の1隻をキャプチャーフィールドで捕らえて殲滅多脚戦車で破壊したうえ、移民船団を超大型重力場収束式ベータ砲で一掃しようと攻撃を開始する。初弾はヤマト・ヒュウガ・デウスーラIII世の波動防壁に防がれるが、即座に第2射の準備を整えてまとめて葬ろうとする。しかし、発射直前にスターシャの降伏を受けて戦闘を中断し、彼女が移民船団の安全保障を条件にイスカンダル星を明け渡すことを約束したため、移民船団の脱出を待ってイスカンダル星の移送を再開しようとする（なお、実際にはスターシャはイスカンダル星を自爆させる腹積もりだった）。
だが、スターシャを愛するデスラーがデウスーラIII世をゴルバに突撃させたことがきっかけでメルダーズは随伴していた艦隊を差し向け、地球・ガミラス艦隊との戦闘が再開する。その裏でイスカンダル王族の救出に動いていた次元潜航艇コスモハウンドを察知し、キャプチャーフィールドで捕獲しようとする。しかし、実際に捕獲したのはデコイとしてコスモハウンド本体から切り離されたユニットであり、その内部に仕込まれていた波動掘削弾によって内側から爆破される。メルダーズは1発の爆弾程度で深手を負うはずがないと思っていたが、波動エネルギーによる何かしらの影響によって要塞全体に被害が拡大してしまう。最後のあがきとして超大型重力場収束式ベータ砲による地球・ガミラス艦隊の道連れを目論むが、発射直前にイスカンダル星の自爆に巻き込まれ、メルダーズ共々消滅した。

## ゴルバ型浮遊要塞
暗黒星団帝国の宇宙要塞。要塞司令官はグロータス。
形状は自動惑星ゴルバと同一であるが、約1.5倍程度大型の仕様で、全長1080メートル、直径630メートルとなっている。
頭部に光線砲を装備しているところは自動惑星ゴルバと同じだが、光線色はピンク色となっている。
頸部にあった主砲の代わりに、直径50メートル・全長180メートルの巨大な空間重魚雷を発射する魚雷発射砲口を装備する点が、自動惑星ゴルバと大きく異なっている。また、搭載機についての描写もない。なお、ひおあきらの漫画版では、要塞の影に隠れたヤマトをいぶり出そうと、戦闘ヘリを発進させている。これはシナリオ段階の同シーンにおける、黒色艦隊が「イモ虫型攻撃機」を発進させる描写が元である。
装甲については自動惑星ゴルバと同じく堅牢で、ヤマトの主砲はまったく効かない。

### 劇中での登場（ゴルバ型浮遊要塞）
ストーリー中盤の黒色銀河内の戦闘で、カザンの指揮する黒色艦隊に追われるヤマトが逃げた先に、8基が待ち構える形で登場する。8基でヤマトを包囲して集中攻撃を浴びせるが、ヤマトの初使用した波動カートリッジ弾によって2基が大爆発を起こし、さらに他のゴルバにも誘爆がおよんで全滅する。
そのあまりの大戦果に疑問を抱いた真田志郎は、「波動エネルギーとゴルバの持つ何かのエネルギーが融合して爆発した」と推測し、のちに戦艦グロデーズの爆発によって炎に包まれたデザリアム星を見て、暗黒星団帝国が波動エネルギーに対して脆いという弱点を確信する。
なお、シナリオ段階では暗黒銀河内に設置されている浮遊要塞がゴルバと同形状であるとは言及されておらず、暗黒銀河内部の美術設定でもゴルバとは異なるデザインの浮遊要塞が描かれていた。絵コンテからゴルバになっている。